# 1878 Hughes
Az 1878 Hughes (ideiglenes jelöléssel 1933 QC) a Naprendszer kisbolygóövében található aszteroida. Eugène Joseph Delporte fedezte fel 1933. augusztus 18-án.